# Karne
Karne – dawna osada, a dziś część osiedla Podgrabie w Niepołomicach, położona w zachodniej jego części. Od północy sąsiaduje z centrum Podgrabia, od zachodu i południa z wsią Grabie w gminie Wieliczka, natomiast od wschodu z wsią Podłęże w gminie Niepołomice.
W rejonie tym występuje jedynie zabudowa jednorodzinna.